# Sclerodermus domesticus

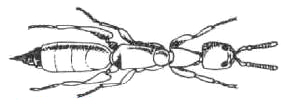
Ilustración

Sclerodermus domesticus, conocido vulgarmente como amigo de los anticuarios, es una especie de pequeños insecto del orden de los himenópteros, familia de los betílidos.

## Descripción
Es una especie predadora que se nutre principalmente de las larvas de carcoma de la madera (Anobium punctatum, Oligomerus ptilinoides, Nicobium castaneum y Hylotrupes bajulus), aunque tampoco desprecia las de otros coleópteros, (como Stegobium paniceum y Lasioderma serricorne) o incluso lepidópteros.
El macho es alado y carece de aguijón, pero se ve raramente; la hembra puede medir de 2 a 5 milímetros de largo, tiene aguijón pero no alas, es de color marrón-negro y semejante a una hormiga. La hembra se introduce en los agujeros excavados por sus presas, que paraliza con las picaduras de su aguijón, y deposita sus huevos: una vez que eclosionan, estos se alimentan de la víctima. El aguijón, como en los otros miembros de Aculeata, se encuentra en la parte posterior del abdomen y es un ovipositor modificado, comunicando con una glándula de veneno.

### Interacción con la especie humana
Este insecto se nutre de larvas de otros insectos tradicionalmente reconocidos como dañinos por el hombre, en particular la carcoma que devora la madera, característica por la cual a veces se menciona como ‘amigo de los anticuarios’.
A pesar de eso, ocasionalmente, puede picar a las personas, de día o de noche. La picadura es muy dolorosa, y aparte de la pápula pruriginosa puede causar malestar general, fiebre, diarrea, dermatitis y/o reacciones alérgicas. Un solo ejemplar puede infligir numerosas picaduras, y sus efectos pueden durar hasta dos semanas. Incluso los profesionales sanitarios pueden confundir estas lesiones con las provocadas por Pyemotes ventricosus (una especie de ácaro de hábitos semejantes), o por otros insectos, de modo que muchas personas llegan a convivir durante años con Sclerodermus sin saber exactamente la causa de sus males y postergando de ese modo su curación, lo cual puede generar incluso daños psicológicos en forma de crisis de ansiedad desatadas por las picaduras.
Además de los referidos daños a la salud, hay que tener en cuenta los daños económicos que causa Sclerodermus domesticus por el coste de la desinsectación, que sólo es posible erradicando al mismo tiempo las carcomas de las que se alimenta.

## Distribución y hábitat
Sclerodermus domesticus es una especie cosmopolita, aunque prefiere los climas templados. Hay informes de su presencia en España, Italia, Francia, Alemania, las islas británicas, la antigua Yugoslavia, Próximo Oriente, Estados Unidos y Costa Rica.
Se encuentra principalmente dentro de las casas, en los ambientes frecuentados por sus presas, como los muebles de madera antiguos; en el exterior pueden encontrarse en troncos y tocones viejos.